# Leslie Bibb
Leslie Louise Bibb (Bismarck, Dakota do Norte, 17 de Novembro de 1973), é uma atriz e modelo americana. Bibb apareceu pela primeira vez na televisão em 1996, com papéis menores em algumas séries, e no cinema em 1997, com um pequeno papel em Private Parts. Seu primeiro papel recorrente na TV foi em The Big Easy (1997). Por seu papel como Brooke McQueen na série dramática Popular da WB Network, ela recebeu o Teen Choice Award de Television Choice Actress. Ela apareceu no Universo Cinematográfico Marvel como Christine Everhart em Iron Man (2008), Iron Man 2 (2010), What If...? (2021), e diversas campanhas de marketing viral em que o personagem apresenta o WHIH Newsfront. Ela aparece como Grace Sampson / Lady Liberty na série Netflix, Jupiter's Legacy (2021).  

## Início da vida
Bibb nasceu em Bismarck, Dakota do Norte, e foi criada em Lovingston, no contado de Nelson County, Virgínia. Seu pai morreu três anos depois que ela nasceu. Bibb posteriormente mudou-se para Richmond, Virgínia, com sua mãe e três irmãs mais velhas, onde frequentou a escola particular católica Saint Gertrude High School, só para meninas.

## Carreira

### Modelo
Em 1990, quando Bibb tinha dezesseis anos, o The Oprah Winfrey Show e a Elite Agency realizaram uma busca nacional de modelos. Os jurados famosos - John Casablancas, Naomi Campbell, Linda Evangelista, e Iman - escolheram Bibb como vencedor.
Depois de terminar seu primeiro ano, Bibb voou para Nova York para assinar um contrato com a Elite Agency e foi modelo naquele verão e fez uma viagem ao Japão. Bibb voltou aos Estados Unidos para o último ano e se formou em 1991.
Ao longo de sua carreira de modelo, Bibb apareceu na capa de diversas revistas, incluindo CosmoGirl, 944, Seventeen, Gear, Paper, L'Officiel, Teen, FHM, Stuff, YM e Fit. Ela apareceu no calendário FHM de 2001 e no calendário de 15 meses da Maxim Uncut 2001. Em 2008, Bibb apareceu em um comercial de televisão da Almay Pure Blends.

### Atuação

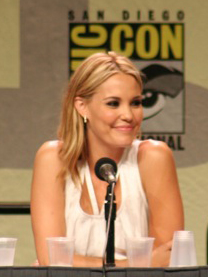
Bibb na Comic-Con International promovendo The Midnight Meat Train em julho de 2007

Bibb apareceu pela primeira vez na televisão em 1996, atuando em episódios de Pacific Blue e Home Improvement. Seu primeiro papel no cinema veio na comédia de Howard Stern, Private Parts. Isto foi seguido por sua primeira série de televisão, onde ela substituiu Susan Walters como protagonista feminina na segunda temporada de The Big Easy. A maioria dos críticos criticou o programa, que foi cancelado meses depois, após baixa audiência. Ela apareceu no drama romântico Touch Me (1997) e teve um papel coadjuvante no filme This Space Between Us (1999). Em 1999, Bibb teve sua grande chance aparecendo como personagem principal na série de televisão Popular da WB Network. Seu papel era Brooke McQueen, a garota mais popular da Kennedy High School, que é linda, uma aluna nota A e uma líder de torcida. O show foi um grande sucesso entre os adolescentes e levou Bibb a papéis mais reconhecidos no cinema. O show lhe rendeu um Teen Choice Award de Melhor Atriz de Televisão e uma indicação ao Young Hollywood Award de Exciting New Face – Female. Durante a série, filmou o thriller psicológico The Skulls (1999), como colega de classe, amiga e interesse amoroso de um dos personagens principais. The Skulls recebeu uma recepção negativa da crítica, mas foi um sucesso de bilheteria. Ela recebeu um papel na comédia See Spot Run, de 2001, interpretando uma mãe solteira que passa a maior parte do filme em sua própria aventura no estilo Aviões, Trens e Automóveis.
Bibb foi escalado para um papel recorrente na série ER e interpretou o personagem principal da série de televisão Line of Fire. Bibb se juntou ao elenco de Crossing Jordan como Detetive Lu Simmons até a 6ª temporada. Ela apareceu como Desiree no filme independente Wristcutters: A Love Story (2006). Wristcutters girava em torno de dois personagens que se apaixonam no purgatório após cometerem suicídio. O filme foi indicado ao Grande Prêmio do Júri do Festival de Cinema de Sundance, a dois Independent Spirit Awards e ao Prêmio Humanitas.[carece de fontes?] Naquele ano, ela interpretou a esposa do personagem de Will Ferrell, Carley, no longa-metragem de comédia Talladega Nights: The Ballad of Ricky Bobby. Relembrando ter atuado com Ferrell durante uma entrevista ao TV Guide, ela disse que ele era "simplesmente engraçado. E ele não tem escrúpulos em fazer algo mais engraçado para você, mesmo às custas dele".
Bibb também estrelou a sitcom não exibida Atlanta como Jessica. Ela foi escalada como Dra. Miranda Storm em Sex and Death 101, uma comédia negra, que foi lançada diretamente em vídeo em 2007. Ela apareceu como uma repórter da Vanity Fair chamada Christine Everhart no filme de ação Iron Man (2008). Em entrevista, Bibb disse sobre sua personagem no filme: “ela tem um senso muito forte do certo e do errado, do bem e do mal, e eu adorei sua paixão”. Em 2008, Bibb estrelou como Maya Jones no filme de terror dirigido por Ryuhei Kitamura, The Midnight Meat Train (2008), baseado no conto de mesmo nome de Clive Barker de 1984.
Na comédia Confessions of a Shopaholic (2009), ela interpretou a rival do personagem principal. Confessions of a Shopaholic foi criticado por críticos de cinema, mas foi um sucesso de bilheteria. Ela teve um papel recorrente fundamental na série da NBC Kings como Katrina Ghent e interpretou Sarah Lowell no filme de suspense Law Abiding Citizen (2009), que foi lançado em 16 de outubro de 2009. O filme foi mal recebido pela crítica.
Em 2010, ela reprisou seu papel como Everhart na sequência de Iron Man, Iron Man 2. O filme é o maior sucesso de bilheteria de Bibb, com faturamento mundial de US$ 621,8 milhões.
Mais tarde, em 2010, ela estrelou a comédia independente Miss Nobody, da qual também atuou como co-produtora. Por sua atuação, ela ganhou o Prêmio de Melhor Atriz no 26º Festival de Cinema de Boston. Ela foi elogiada pela crítica Alissa Simon da Variety, que escreveu "como ela provou em Wristcutters: A Love Story, de Goran Dukic , a estrela escultural Bibb é uma atriz inteligente disposta a se entregar totalmente a um papel. Como a doce e pateta assassina, ela sofre quedas, sofre apalpadelas intermináveis e usa trajes impróprios." Bibb também apareceu em Zookeeper, de Kevin James, lançado em 2011. Em 2012, Bibb estrelou como Amanda Vaughn na série ABC, GCB , que estreou em 4 de março de 2012, mas o programa foi cancelado após 10 episódios. Bibb estrelou a peça de Neil LaBute, Reasons to be Happy, que estreou em junho de 2013 no MCC Theatre em Nova York.[carece de fontes?]
Em 2016, Bibb estrelou a primeira temporada do programa original do YouTube Red, Rhett & Link's Buddy System. Ela também apareceu em um episódio da segunda temporada do programa, lançado em 2017. Ela começou a aparecer em American Housewife da ABC em 2016, interpretando a vizinha divorciada Viv. Em 2017, Bibb estrelou o filme de comédia e terror da Netflix, The Babysitter. Ela reprisou seu papel na sequência de 2020, The Babysitter: Killer Queen. Também em 2017, ela foi escalada como Susan Rollins no filme de comédia Tag. Em fevereiro de 2019, foi anunciado que Bibb havia sido escalada como Grace Sampson na série de super-heróis da Netflix, Jupiter's Legacy. Em dezembro de 2020, ela foi escalada para o thriller de terror The Inhabitant.
Bibb se juntou à série de comédia local de trabalho da Netflix, God's Favorite Idiot as Satan, em março de 2021. Em setembro de 2021, ela foi escolhida para interpretar Ellie no filme de comédia About My Father.

## Outros projetos
Bibb apoia a Friends of El Faro, uma organização popular sem fins lucrativos que ajuda a arrecadar dinheiro para a Casa Hogar Sion, um orfanato em Tijuana, México.
Em 2008, a Revlon anunciou que sua marca Almay contratou Bibb como seu embaixador. Ela atuou como porta-voz das coleções de cosméticos novas e existentes da Revlon e apareceu em campanhas multimídia globais.
No quarto trimestre de 2010, Bibb fez parceria com a organização sem fins lucrativos LIFE Foundation, atuando como porta-voz nacional do Mês de Conscientização sobre Seguro de Vida.[carece de fontes?]
Ela posou nua para a edição de maio de 2012 da revista Allure – ao lado de Maria Menounos, Debra Messing, Taraji P. Henson e Morena Baccarin.

## Vida pessoal
Bibb casou-se com o banqueiro de investimentos Rob Born em 22 de novembro de 2003, em Zihuatanejo, México. Eles se divorciaram em 7 de dezembro de 2004.[carece de fontes?]
Ela está em um relacionamento com o ator Sam Rockwell desde 2007, quando eles supostamente se conheceram em Los Angeles enquanto ele filmava Frost/Nixon.[carece de fontes?] Ambos apareceram em Iron Man 2 e Don Verdean.

## Filmografia
| † | Denota trabalhos que ainda não foram lançados |

### Filmes
| Ano  | Título                                      | Papel               | Notas                                     |
| ---- | ------------------------------------------- | ------------------- | ----------------------------------------- |
| 1997 | Private Parts                               | Guia turístico WNBC |                                           |
| 1997 | Touch Me                                    | Fawn                |                                           |
| 1999 | This Space Between Us                       | Summer              |                                           |
| 2000 | The Young Unknowns                          | Cassandra           |                                           |
| 2000 | The Skulls                                  | Chloe Whitfield     |                                           |
| 2001 | See Spot Run                                | Stephanie           |                                           |
| 2006 | Wristcutters: A Love Story                  | Desiree Randolph    |                                           |
| 2006 | Talladega Nights: The Ballad of Ricky Bobby | Carley Bobby        |                                           |
| 2007 | My Wife Is Retarded                         | Julie               | curta-metragem                            |
| 2007 | Sex and Death 101                           | Dr. Miranda Storm   | direto para vídeo                         |
| 2008 | Iron Man                                    | Christine Everhart  |                                           |
| 2008 | The Midnight Meat Train                     | Maya Jones          |                                           |
| 2008 | Trick 'r Treat                              | Emma                | direto para vídeo                         |
| 2009 | Confessions of a Shopaholic                 | Alicia Billington   |                                           |
| 2009 | Law Abiding Citizen                         | Sarah Lowell        |                                           |
| 2010 | Iron Man 2                                  | Christine Everhart  |                                           |
| 2010 | Miss Nobody                                 | Sarah Jane McKinney | Boston Film Festival — Best Actress Award |
| 2011 | Zookeeper                                   | Stephanie           |                                           |
| 2011 | A Good Old Fashioned Orgy                   | Kelly               |                                           |
| 2012 | Meeting Evil                                | Joanie              |                                           |
| 2013 | Movie 43                                    | Wonder Woman        | Segmento "Superhero Speed Dating"         |
| 2013 | Hell Baby                                   | Vanessa             |                                           |
| 2014 | No Good Deed                                | Meg                 |                                           |
| 2014 | Flight 7500                                 | Laura Baxter        |                                           |
| 2014 | Take Care                                   | Frannie             |                                           |
| 2015 | Don Verdean                                 | Joylinda Lazarus    |                                           |
| 2017 | To the Bone                                 | Megan               |                                           |
| 2017 | Awakening the Zodiac                        | Zoe Branson         |                                           |
| 2017 | The Babysitter                              | Mom                 |                                           |
| 2018 | Tag                                         | Susan Rollins       |                                           |
| 2019 | Running with the Devil                      | Agente responsável  |                                           |
| 2020 | The Lost Husband                            | Libby Moran         | Também produtora                          |
| 2020 | The Babysitter: Killer Queen                | Mom                 |                                           |
| 2022 | The Inhabitant                              | Emily Haldon        |                                           |
| 2023 | About My Father                             | Ellie               |                                           |
| TBA  | Juror #2                                    |                     | filmando                                  |

### Televisão
| Ano             | Título                               | Papel                                  | Notas |
| --------------- | ------------------------------------ | -------------------------------------- | --- |
| 1996            | Pacific Blue                         | Nikki                                  | Episódio: "Wheels of Fire" |
| 1996            | Home Improvement                     | Lisa Burton                            | Episódio: "No Place Like Home" |
| 1997            | Just Shoot Me!                       | Nikki                                  | Episódio: "Secretary's Day" |
| 1997            | Fired Up                             | Lana                                   | Episódio: "The Rules" |
| 1997            | The Big Easy                         | Janine Rebbenack                       | Papel principal (2ª temporada) |
| 1998            | Astoria                              |                                        | Piloto de TV |
| 1998            | Something So Right                   | Tina                                   | Episódio: "Something About a Double Standard"                                                                                           |
| 1998            | Early Edition                        | Emily Harrigan                         | Episódio: "Lt. Hobson, U.S.N." |
| 1999            | Sons of Thunder                      | Nancy Jones                            | Episódio: "Daddy's Girl" |
| 2000            | Grosse Pointe                        | Ela mesma                              | Episódio: "Mommy Dearest" |
| 1999–2001       | Popular                              | Brooke McQueen                         | Papel principal Indicada Teen Choice Award for Television Choice Actress Nominated—Young Hollywood Award for Exciting New Face – Female |
| 2002–2003       | ER                                   | Erin Harkins                           | Papel recorrente (temporada 9) |
| 2003–2004       | Line of Fire                         | Paige Van Doren                        | Papel principal |
| 2004            | Capital City                         | Paige Armstrong                        | Piloto de TV |
| 2004            | Nip/Tuck                             | Naomi Gaines                           | Episódio: "Naomi Gaines" |
| 2005            | Hitched                              | Emily                                  | Piloto de TV |
| 2005–2007       | Crossing Jordan                      | Det. Tallulah "Lu" Simmons             | Papel principal (temporadas 5–6) |
| 2007            | CSI: Miami                           | Beth Selby/Cayla Selby/Ashley Whitford | Episódio: "Triple Threat" |
| 2007            | Entourage                            | Laurie                                 | Episódio: "Gotcha!" |
| 2007            | Atlanta                              | Jessica                                | Piloto de TV |
| 2009            | Kings                                | Katrina Ghent                          | Função recorrente |
| 2009–2010, 2015 | The League                           | Meegan Eckhart                         | Função recorrente |
| 2012            | GCB                                  | Amanda Vaughn                          | Papel principal |
| 2014            | The Following                        | Jana Murphy                            | 2 episódios |
| 2014            | About a Boy                          | Dakota                                 | Papel recorrente |
| 2015            | The Odd Couple                       | Casey                                  | Papel recorrente |
| 2015            | Salem Rogers: Model of the Year 1998 | Salem Rogers                           | Papel principal |
| 2016–2017       | Rhett & Link's Buddy System          | Aimee Brells                           | Recorrente (1ª temporada); convidado (2ª temporada)                                                                                     |
| 2016–2020       | American Housewife                   | Viv                                    | Papel recorrente |
| 2020            | Home Movie: The Princess Bride       | Princess Buttercup                     | Episódio: "Chapter Five: Life Is Pain"                                                                                                  |
| 2021            | Jupiter's Legacy                     | Grace Sampson                          | Papel principal |
| 2021            | What If...?                          | Christine Everhart (voz)               | 2 episódios: "What If... Doctor Strange Lost His Heart Instead of His Hands?", "What If... Killmonger Rescued Tony Stark?"              |
| 2021            | Love Life                            | Becca Evans                            | Papel recorrente (2ª temporada) |
| 2022            | God's Favorite Idiot                 | Satan                                  | Papel principal |
| TBA             | Palm Royale †                        | Dinah                                  | Papel principal; próxima minissérie |

### Web
| Ano       | Título         | Papel              | Notas                  |
| --------- | -------------- | ------------------ | ---------------------- |
| 2013      | Burning Love   | Bevarly            | Garota festeira do sul |
| 2015–2016 | WHIH Newsfront | Christine Everhart | Papel principal        |